# Reiner Schulze
Reiner Schulze (* 6. Oktober 1948 in Berlin) ist ein deutscher Rechtswissenschaftler. Von 1997 bis 2017 war er Direktor des Instituts für Internationales Wirtschaftsrecht sowie des Instituts für Rechtsgeschichte. Er ist Verfasser zahlreicher Veröffentlichungen zum Europäischen Privatrecht, Direktor des Centrums für Europäisches Privatrecht (CEP) an der Universität Münster, Vorsitzender der deutschen Gruppe der Association Henri Capitant sowie Gründungsmitglied des European Law Institute und war anschließend Mitglied des Council.

## Leben
Reiner Schulze studierte Rechtswissenschaften an der Freien Universität Berlin, legte 1973 sein Erstes Juristisches Staatsexamen ab und wurde 1976 an der Universität Frankfurt am Main mit der Arbeit Die Polizeigesetzgebung zur Wirtschafts- und Arbeitsordnung der Mark Brandenburg in der frühen Neuzeit zum Dr. iur. promoviert. Nach dem Zweiten Juristischen Staatsexamen (1978) folgte dort die Habilitation und die Erteilung der venia legendi für die Fächer Bürgerliches Recht und Deutsche Rechtsgeschichte (1983).
Nach Lehrstuhlvertretungen in Konstanz, Frankfurt, Regensburg und Trier (1984–1988) erhielt Reiner Schulze 1989 einen Ruf der Universität Trier und wurde dort zum Professor für Bürgerliches Recht, Deutsche und Neuere Europäische Rechtsgeschichte ordiniert. In der Zeit von 1992 bis 1993 war er Dekan der juristischen Fakultät der Universität Trier.
1994 folgte er einem Ruf der Universität Münster auf den Lehrstuhl für Deutsches und Europäisches Zivilrecht. Er war dort Direktor des Instituts für Internationales Wirtschaftsrecht und des Instituts für Rechtsgeschichte. Von 2006 bis 2008 war er Dekan der Rechtswissenschaftlichen Fakultät. Seit 2016 ist er Vorsitzender des Fachbeirats des Max-Planck-Instituts für Europäische Rechtsgeschichte in Frankfurt am Main (nunmehr Max-Planck-Institut für Rechtsgeschichte und Rechtstheorie).
Reiner Schulze hat die Gastprofessur unter anderem an folgenden Universitäten übernommen: Universität Antwerpen, China University of Political Science and Law, Université Montesquieu Bordeaux IV, University of Lancaster, Lanzhou University, University of Łódź, Université Jean Moulin Lyon III, Université de Montréal, Nanjing University, Paris-Sud University, Université de Perpignan Via Domitia, University of Virginia. Im Sommersemester 2014 wurde er in die Cátedras de Excelencia der Universität Carlos III de Madrid berufen. Reiner Schulze ist Ehrenmitglied der spanischen Real Academia de Jurisprudencia y Legislación sowie Auswärtiges Mitglied der italienischen Accademia Nazionale dei Lincei sowie seit 2016 ordentliches Mitglied der Academia Europaea.
Von 1997 bis 2005 war Reiner Schulze Richter am Oberlandesgericht Hamm.

## Wirken
Die Schwerpunkte der Forschung sowie in den Veröffentlichungen von Reiner Schulze liegen im Bereich des Europäischen Wirtschafts- und Verbraucherrechts, des Allgemeinen Schuldrechts (insbesondere Leistungsstörungs- und Schadensersatzrecht), in jüngster Zeit insbesondere in Hinblick auf die Herausforderungen der Digitalisierung für diese Rechtsgebiete. Zudem hat er sich mit dem Genossenschafts- und Franchiserecht, der Europäischen Privatrechtsgeschichte (insbesondere 19. Jahrhundert) sowie der Zeitgeschichte des Europäischen Gemeinschaftsrechts befasst. Reiner Schulze ist Mitherausgeber des Handkommentars zum Bürgerlichen Gesetzbuch, des englischen Kommentars zum German Civil Code, des Kommentars zum EU Digital Law und des Handbuchs Europarecht.
Er ist Mitbegründer und war Mitherausgeber mehrerer Zeitschriften, insbesondere der Zeitschrift für Europäisches Privatrecht (ZEuP), der Zeitschrift für Neuere Rechtsgeschichte (ZNR) und der Zeitschrift zum gesamten Genossenschaftswesen (ZfgG). Er hat zudem die Schriften zum Europäischen Privatrecht, die Schriften zur Europäischen Rechts- und Verfassungsgeschichte und die Schriftenreihe der Münster Colloquia on EU Law and the Digital Economy mitbegründet. Er ist Mitglied der Vereinigung für Verfassungsgeschichte.
Reiner Schulze hat an zahlreichen Forschungsvorhaben auf dem Gebiet des Europäischen Privatrechts, einschließlich mehrerer Gutachten und Studien für die Europäische Kommission mitgewirkt, u. a. war er von 1997 bis 2001 Koordinator des TMR-Network „Common Principles of European Private Law“, seit 2000 Leiter des Teilprojekts C 3 „Symbole im Gerichtsverfahren (15.–18. Jhd.)“ in dem von der DFG geförderten Sonderforschungsbereich 496 „Symbolische Kommunikation und gesellschaftliche Wertesysteme vom Mittelalter bis zur Französischen Revolution“; von 2002 bis 2006 war er Mitglied des EU Forschungsnetzwerks „Uniform Terminology for European Private Law“ sowie Koordinator der EU-Marie Curie Training Site „Harmonisation of Business and Consumer Law in the EU“.
Reiner Schulze hat 1997 das Centrum für Europäisches Privatrecht (CEP) an der Universität Münster mitbegründet und hat an den rechtswissenschaftlichen Fakultäten der Universitäten Münster und Trier die Fachspezifische Fremdsprachenausbildung (FFA) als Ergänzungsstudium zum Jurastudium aufgebaut. 2002 war er an der Gründung der „European Research Group on Existing EC Private Law (Acquis Group)“ beteiligt und hat am internationalen Forschungsnetzwerk zur Ausarbeitung des Draft Common Frame of Reference mitgewirkt. 2011 hat er das European Law Institute mitbegründet, einer non-profit Organisation, die sich der juristischen Forschung sowie der Verbesserung des europäischen Rechts mit dem Ziel widmet, die europäische Integration auf dem Gebiet des Europarechts konstruktiv zu begleiten, und ist seitdem Mitglied ihres Council.
Für den fachlichen Austausch zwischen deutschen Juristen mit Juristen anderer Länder hat sich Reiner Schulze u. a. eingesetzt, in dem er von 2000 bis 2019 als Co-Vorsitzender der Deutsch-Niederländischen Juristenkonferenz wirkte, auf dem Gebiet des Privatrechts die Tagungsreihen der „Journées franco-allemandes“ (seit 2009, acht Tagungsbände veröffentlicht) und die „Jornadas Hispano-Alemana“ (seit 2015, fünf Tagungsbände veröffentlicht) initiierte und die Deutsche Rechtsschule Łódź (Polen) mitbegründete. Auf dem Gebiet der deutsch-französischen Zusammenarbeit hat er 2010 die deutsche Landesgruppe der Vereinigung „Henri Capitant – Freunde der französischen Rechtskultur e.V.“ gegründet und ist seitdem ihr Vorsitzender. An den Forschungen der Association Henri Capitant zum Projekt eines einheitlichen Wirtschaftsgesetzbuches beteiligt er sich als Mitglied des Leitungskomitees.
Dem „European Centre of Tort and Insurance Law“, Wien, gehört er als ordentliches Mitglied an, sowie als Vorsitzender dem Supervisory Board an.

## Ehrungen und Auszeichnungen
Reiner Schulze wurde 1998 die Ehrendoktorwürde der Universität Miskolc (Ungarn) verliehen. Im September 2008 ernannte ihn die niederländische Königin zum Offizier im Orden von Oranien-Nassau.

## Schriften (Auswahl)

### Monographien und Kommentare (Auswahl)
- als Herausgeber mit André Janssen, Matthias Lehmann: The Future of European Private Law. Nomos, Baden-Baden 2023, ISBN 978-3-8487-7292-6.
- als Herausgeber mit Gerhard Dannemann: German Civil Code Volume I = Bürgerliches Gesetzbuch (BGB). Books 1–3: §§ 1–1296. C. H. Beck, München 2020, ISBN 978-3-406-70035-4.
- als Herausgeber mit Larry DiMatteo, André Janssen, Ulrich Magnus: International Sales Law. Nomos/Beck/Hart Publishing, Baden-Baden/München/Oxford 2016, ISBN 978-3-8487-2199-3 (2. Auflage ebenda 2021, ISBN 978-3-406-77080-7).
- als Herausgeber mit Dirk Staudenmayer: Digital Revolution – Challenges for Contract Law in Practice. Nomos, Baden-Baden 2016, ISBN 978-3-8487-2956-2; als Herausgeber weiterer Bände der Schriftenreihe Münster Colloquia on EU Law and the Digital Economy mit Sebastian Lohsse und Dirk Staudenmayer, 7. Auflage ebenda 2023, ISBN 978-3-7560-0677-9.
- als Herausgeber mit Fryderyk Zoll: Europäisches Vertragsrecht, Nomos, Baden-Baden 2015, ISBN 978-3-8329-5954-8 (3. Auflage ebenda 2021, ISBN 978-3-8487-5915-6); englische Ausgabe: 3rd edition, C.H.BECK/Hart Publishing/Nomos, Munich/Oxford/Baden-Baden 2021, ISBN 978-3-406-76967-2.
- Auf dem Weg zu einem europäischen Privatrecht. Beiträge aus 20 Jahren. Hrsg. von André Janssen. Nomos, Baden-Baden 2012.
- als Herausgeber: Common Frame of Reference and Existing EC Contract Law. Sellier, München 2008, ISBN 978-3-86653-064-5.
- als Herausgeber mit Helmut Koziol: Tort Law of the European Community (= Tort and Insurance Law. Bd. 23). Springer, Wien u. a. 2008, ISBN 978-3-211-77585-1.
- als Herausgeber: New Features in Contract Law. Sellier, München, 2007, ISBN 978-3-86653-036-2.
- als Schriftleiter: Bürgerliches Gesetzbuch. Handkommentar. Nomos, Baden-Baden 2001, ISBN 3-7890-6281-2 (11. Auflage ebenda 2021, ISBN 978-3-8487-8407-3).
- Policey und Gesetzgebungslehre im 18. Jahrhundert. Duncker & Humblot, Berlin 1982.
- Die Polizeigesetzgebung zur Wirtschafts- und Arbeitsordnung der Mark Brandenburg in der frühen Neuzeit. Scientia, Aalen 1978.

### Aufsätze (Auswahl)
- European Private Law in the Digital Age – Developments, Challenges and Prospects. In: The Future of European Private Law, 2023, S. 141–167.
- Redrafting Principles of European Contract Law. In: Journal of European consumer and market law. 2020, S. 179 ff.
- New Challenges and Perspectives, A. Digital Revolution – New Challenges for Law: Introduction. In: Digital Revolution – New Challenges for Law, 2019, S. 1 ff.
- Die Digitale-Inhalte-Richtlinie – Innovation und Kontinuität im europäischen Vertragsrecht. (EuCML). 2019, S. 695 ff.
- The New Shape of European Contract Law. In: Journal of European Consumer and Market Law. (EuCML). 2015, S. 139 ff.
- Nuevos Rasgos del Derecho Privado en Europa. In: Silvia Díaz Alabart (Hrsg.): 100 Años de la Revista de Derecho Privado, 2014, S. 206–231.
- Die „Acquis-Grundregeln“ und der Gemeinsame Referenzrahmen. In: Zeitschrift für Europäisches Privatrecht. 15. Jg., H. 3, 2007, S. 731–734.
- Precontractual Duties and Conclusion of Contract in European Law. In: European Review of Private Law. (ERPL). Bd. 13, 2005, S. 841–866.
- European Private Law and Existing EC Law. In: European Review of Private Law. (ERPL). Bd. 13, Nr. 1, 2005, S. 3–19.
- Das Entstehen des Europäischen Gemeinschaftsrechts. Eine Forschungsaufgabe der juristischen Zeitgeschichte. In: Zeitschrift für Neuere Rechtsgeschichte. Bd. 16, H. 3, 1994, S. 297–324.